# Kantrida
Kantrida (italienska: Cantrida eller mer sällan Borgomarina) är ett lokalnämndsområde och stadsdel i Rijeka i Kroatien. Stadsdelen är till största del urbaniserad. I Kantrida ligger Rijekas främsta sport- och rekreationsanläggningar, däribland Kantridastadion.  

## Geografi
Lokalnämndsområdet Kantrida sträcker längs den adriatiska kusten i nordvästligt–sydöstlig riktning och omfattar kvarteren och områdena Donja Kantrida (Nedre Kantrida), Gornja Kantrida (Övre Kantrida), Šparići, Marčeljeva draga (Marčeljviken), Costabela, Preluk och Turan. Kantrida gränsar till lokalnämndsområdet Srdoči i nordöst, Zamet i öst och Sveti Nikola i sydöst. 
De sydöstra delarna av stadsdelen är helt urbaniserade medan det i den norra delen finns större grönområden. Närmast havet finns flera mindre stränder och platser lämpliga för bad, däribland Bivio-, Ploče-, Preluk- och Skaletestranden.  

## Byggnader och anläggningar (urval)
- 3. Maj – skeppsvarv anlagt år 1882.
- Kantridas atletiska hall – sporthall invigd år 2010.[3]
- Kantridas barnsjukhus
- Kantridas äldreboende
- Kantridastadion – fotbollsanläggning uppförd år 1913 och belägen vid i havet. Det lokala fotbollslaget HNK Rijekas hemmaarena.[4]
- Kantridabassängerna – sportkomplex bestående av fem simbassänger ämnade för sport, rekreation och nöje invigda år 2008.[5]
- Preluk-campingen